# Sybra oreora
Sybra oreora är en skalbaggsart som beskrevs av J. Linsley Gressitt 1956. Sybra oreora ingår i släktet Sybra och familjen långhorningar. Inga underarter finns listade i Catalogue of Life.